# El Lledó (Castellfollit del Boix)
El Lledó és una masia del municipi de Castellfollit del Boix (Bages). És una obra inclosa en l'Inventari del Patrimoni Arquitectònic de Catalunya.

## Descripció
Masia quasi enderrocada. És molt notable el porxo de la planta baixa. Està format per dos arcs de grans dimensions de dovelles i carreus. També cal destacar les parts d'ampits que resten, els brancals d'obertures i la barana de la galeria realitzats amb pedra.
Hi ha dues dates inscrites: a la llinda de la finestra hi ha la data de 1756, i al pilar de la galeria hi ha escrit 1776.